# コミックアイズ
『コミックアイズ』（comic eyes）は、ホーム社が発行し、集英社が発売していた隔月刊の少女漫画雑誌。

## 概要
1997年に創刊（12月号）。発売日は偶数月24日。2001年12月号をもって休刊（通算25号）。同誌の作品の単行本は、「アイズコミックス」（ホーム社発行、集英社発売）。また、ホーム社漫画文庫では他社のコミックの文庫化が多数存在する。
また、雑誌コードを借りる形で、『キン肉マン』や『北斗の拳』といった『週刊少年ジャンプ』に連載された作品の総集編も刊行されたが、本誌休刊に前後して『月刊コミック特盛』となった。

## 主な掲載作品
- 月下降臨 （松川祐里子）
- ALICHINO （珠黎こうゆ）
- 西の月東の太陽 （桑原祐子）
- 姫麿! （中川勝海）
- 天使失格 （服部あゆみ）
- ウロボスの環 （有栖川るい）
- ゴージャス・カラット-暗黒の美徳- （氷栗優）
- 恋水蓮 （垣野内成美）
- 東カール・シープホーン村 （紫堂恭子）
- ぴーひょろ一家20xx （姫木薫理）